# Bunium kopetdagense
Bunium kopetdagense là một loài thực vật có hoa trong họ Hoa tán. Loài này được Geld. mô tả khoa học đầu tiên năm 1985.